# 중앙슬로베니아 통계 지방

중앙슬로베니아 통계 지방의 위치

중앙슬로베니아 통계 지방(슬로베니아어: Osrednjeslovenska statistična regija)은 슬로베니아 중부에 위치한 통계 지방으로 최대 도시는 슬로베니아의 수도인 류블랴나이며 면적은 2,334km2, 인구는 535,375명(2015년 기준), 인구 밀도는 230명/km2이다.
슬로베니아 전국 각지를 연결하는 교통망이 발달된 통계 지방으로서 25개 지방 자치체가 이 지방에 속한다. 지방의 경제는 서비스업이 69.7%, 공업이 28.1%, 농업이 2.2%를 차지한다.

## 지방 자치체
- 보로브니차
- 브레조비차
- 도브레폴레
- 도브로바폴호브그라데츠
- 돌프리류블랴니
- 돔잘레
- 그로수플레
- 호률
- 이그
- 이반치나고리차
- 캄니크
- 코멘다
- 류블랴나
- 로가테츠
- 로그드라고메르
- 루코비차
- 메드보데
- 멘게시
- 모라브체
- 슈코플리차
- 슈마르트노프리리티이
- 트르진
- 벨리케라슈체
- 보디체
- 브르흐니카